# 上田真紗子
上田 真紗子（うえだ まさこ、10月10日 - ）は、日本の女性声優。広島県出身。血液型はO型。
かつてはオフィスCHK、ウィングウェーヴに所属していた。

## 出演作品

### ゲーム
- どきどき魔女神判!（安倍マリア）
- どき魔女ぷらす
- ラストバレット（西園寺 桜子）
- KATHARSiS （深栖 瑛良）

### ラジオ
- studio TeaParty（第64回、第65回）

### 吹き替え
- アクアマリン
- アンという名の少女（アン・シャーリー〈エイミーベス・マクナルティ〉[1]）
- アンネの追憶（ハネリ）
- 美しい彼女
- エルドラドトレジャー
- オーシャンズオデッセイ（リザ）
- 彼女がラブハンター
- キリング・ガンサー（サナ）
- 故宮
- コベナント
- 上海の伯爵夫人
- ゼロ時間の謎
- 戦場のレクイエム（スングイチン）
- センチュリオン（アリアンヌ）
- Dr.HOUSE
- ドンジュアン
- ネイビーファイル
- ハートストッパー
- パンデミックアメリカ
- BS世界のドキュメンタリー・ヒット商品を生む音
- 変態村
- マッハ!弐
- ミッシング2
- レスラー（アリッサ）
- LONDON

### ナレーション
- CM
  - NTT東日本
  - ドコモ
  - ほっかほっか亭
- 店頭展示
  - 東芝LED
  - ピムリコ
- 企業VP・Eラーニング
  - ベネッセ
  - ティファニー
  - クラレメディカル
- 医療介護学習VP
  - シリーズ和漢医薬学の基礎知識
  - 目で見る精神看護学
  - 目で見る老年看護学